# جاك شي (متزلج سريع)
جاك شي (بالإنجليزية: Jack Shea) هو متزلج سريع أمريكي، ولد في 7 سبتمبر 1910 في ليك بلاسيد في الولايات المتحدة، وتوفي بنفس المكان في 22 يناير 2002 بسبب حادث مرور.

## وصلات خارجية
- جاك شيا على موقع SpeedSkatingBase.eu (الإنجليزية)
- جاك شيا على موقع SpeedSkatingNews.info (الإنجليزية)
- جاك شيا على موقع SpeedSkatingStats.com (الإنجليزية)
- جاك شيا على موقع اللجنة الأولمبية الدولية (الإنجليزية)
- جاك شيا على موقع أوليمبيديا (الإنجليزية)
- جاك شيا على موقع الموسوعة البريطانية (الإنجليزية)